# Gilbert Remulla
Gilbert Remulla (Imus, 5 september 1970) is een Filipijns nieuwslezer en politicus.

## Biografie
Gilbert Remulla werd geboren op 5 september 1970 in Imus in de Filipijnse provincie Cavite. Hij is het zevende en jongste kind van Ditas Catibayan en voormalig gouverneur Juanito Remulla. Zijn oudere broers zijn gouverneur Juanito Victor Remulla en afgevaardigde Jesus Crispin Remulla. Remulla behaalde in 1993 een bachelor-diploma massamedia aan de University of the Philippines, waarna hij ging werken voor de nieuwsredactie van ABS-CBN. Eerst was hij productieassistent en later werd hij verslaggever en nieuwslezer.
Vanaf 1997 studeerde Remulla aan de Columbia University in New York, waar hij in 1999 zijn master-diploma Internationale Aangelegenheden behaalde. Ook werkte hij voor CNN en de Verenigde Naties. In 2001 werd Remulla gekozen als afgevaardigde namens het tweede kiesdistrict van Cavite. In zijn eerste termijn was Remulla een van de jongste leden van het Huis. Hij Drie jaar later werd hij herkozen voor een tweede termijn. Remulla is verantwoordelijk voor Republic Act 9165, ook wel bekend als: Dangerous Drugs Act of 2002 en  Republic Act 9287, een wet die het straf voor illegale gokspelen verhoogde.
Bij de verkiezingen van 2010 deed Remulla namens de Nacionalista Party mee aan de senaatsverkiezingen. Hij eindigde met bijna 7,5 miljoen stemmen op de 16e plek, onvoldoende voor een zetel in de Filipijnse senaat. Bij de verkiezingen van 2013 is Remulla verkiesbaar, ditmaal als opvolger van zijn oudere broer Jesus Crispin Remulla, die na drie opeenvolgende termijnen in het Huis van Afgevaardigden bij deze verkiezingen een gooi doet naar het burgemeesterschap van Tagaytay.

## Privéleven
Remulla trouwde in 2000 met Georgia Isabel Roa. Samen kregen ze drie dochters.

## Bron
- Profiel Gilbert Remulla, i-site.ph